# Kerstin Wessberg
Kerstin Birgitta Kansbod Wessberg, född 11 november 1960 i Stockholm, är en svensk målare och socionom.
Wessberg studerade vid Karlstad Fria Målarskola 1995-2001, ett flertal kurser vid Gerlesborgsskolan i Bohuslän för bland annat Inger Wallertz, Laris Strunke och Georg Suttner samt kurser i seriegrafik vid Konstnärernas kollektivverkstad 2014 och 2015.
Hon har medverkat i bland annat i Värmlands konstförenings Höstsalonger på Värmlands museum årligen sedan 1999, Galleri Lars i Karlstad, Alma Löv, Modums Konstförening i Norge, Panncentralen i Mariestad, Konstfrämjandet i Karlstad, Övre Fryken Konstrunda, Arvika Konsthall och Grums Konstförening. Tillsammans med Cordula Morich medverkade hon i utställningarna Liv och lust och Blått och bart i Tällerud, och tillsammans med skulptören Christina Brattsand Carlsson på Galleri Strand.
Separat har hon ställt ut på Galleri Strand i Grums och Not Quite Galleri. Tillsammans med  bland annat Calevi Tenhovaara, Karin Broos och Bertil Bengtsson ställde hon ut Modums konstförening i Norge, och tillsammans med Cordula Bielenstein-Morich och Tobias Törnquist på Arvika Konsthall samt tillsammans med Christina Brattsand Carlsson på Galleri Kvadraten i Kristinehamn.  
Hennes konst består av teknikerna akryl, äggoljetempera och olja, ibland med inslag av collage samt serigrafi kombinerat med akryl och collage. Vid sidan av sitt eget skapande håller hon i workshops där deltagarna undersöker begrepp och olika fokus där man skapar stora collage och målningar tillsammans. 
Kansbod Wessberg är representerad vid Värmlands Museum, Landstinget i Värmland, Karlstad Kommun, Rekryteringsmyndigheten i Karlstad och Åklagarkammaren i Karlstad.